# Simca 8

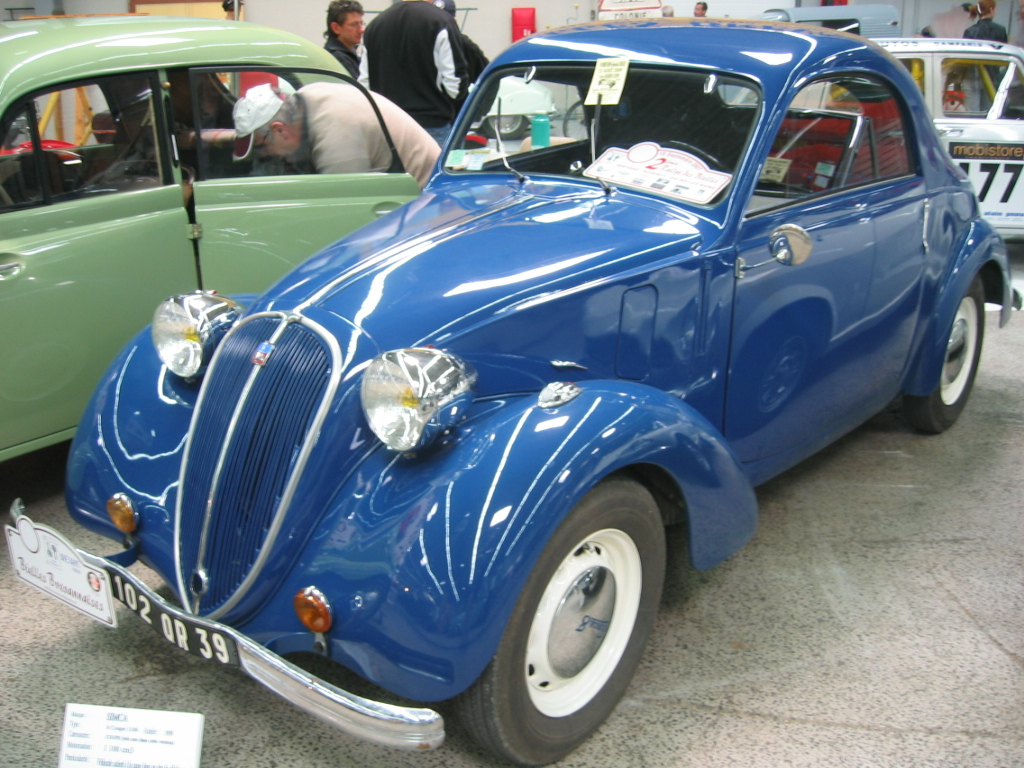
Simca 8 cupé de dos asientos

El Simca 8 es un automóvil del segmento C construido por Simca y vendido en Francia entre noviembre de 1937 y 1951 (incluido el período de la Segunda Guerra Mundial), disponible como sedán, cupé o cabriolet. Era un Fiat 508C "nuova Balilla" fabricado con los emblemas de Simca en su planta de Nanterre, Francia.

## Lanzamiento de alto perfil batiendo récords
El Simca 8 se presentó por primera vez en el Salón del Automóvil de París en octubre de 1937, y las ventas en Francia comenzaron casi de inmediato en noviembre. A principios del verano siguiente, Henri Pigozzi, el enérgico jefe de Simca, organizó una carrera de resistencia en tres partes bajo la supervisión del ACF. Un Simca 8 realizó una recorrido "sin escalas" de 50.000 kilómetros (31.075 millas), dividida de la siguiente manera:
- 10.000 kilómetros (6.215 millas) recorriendo el circuito de Montlhéry con un promedio de 115,1 km/h (72 mph) y un consumo de 7,9 L/100 km
- 20.000 kilómetros (12.430 millas) en carreteras abiertas con un promedio de 65 km/h (40 mph) y un consumo de 6,0 L/100 km
- 20.000 kilómetros (12.430 millas) en París con un promedio (impresionante) de 54 km/h (34 mph) y un consumo de 6,5 L/100 km

Los 10.000 km iniciales alrededor del circuito de carreras al sur de París implicaron romper no menos de 8 récords internacionales, aunque el anuncio del fabricante que incluye esta información no detalla cuáles fueron estos récords. El propósito era, por supuesto, ganar publicidad positiva para el Simca 8, y tan pronto como se completaron los 50.000 kilómetros, el 12 de mayo de 1938, se organizó una cena para la prensa en la que los periodistas pudieron cenar con los pilotos, con los comisarios de la prueba y con los directores de Simca, así como con los representantes de Shell y de Dunlop, cuyos productos presumiblemente habían jugado un papel clave en la prueba.
El resumen impreso del evento, utilizado para informar al público en general, concluyó con una invitación a que el lector "achetez la même voiture" (comprase el mismo coche).

## Motor
El '8' en el nombre del automóvil no indica un motor de ocho cilindros; tenía solo cuatro cilindros y estaba oficialmente clasificado como un vehículo de 6 caballos fiscales. Cuando se lanzó, el automóvil disponía de un motor de 1.089 cc con una potencia declarada de 32 hp a 4.000 rpm. La alimentación de combustible se realizó a través de un carburador Solex de 30 mm, con válvulas en cabeza accionadas mediante bielas y balancines impulsados por un árbol de levas de montaje lateral. Una característica inusual en ese momento fue el uso de aluminio para la culata.
Poco antes de ser reemplazado en 1951, el Simca 8 había adquirido, en septiembre de 1949, el motor Fiat de 1.221 cc que también emplearía su sucesor, el popular 7CV Simca 9 Aronde.

## Carrocería

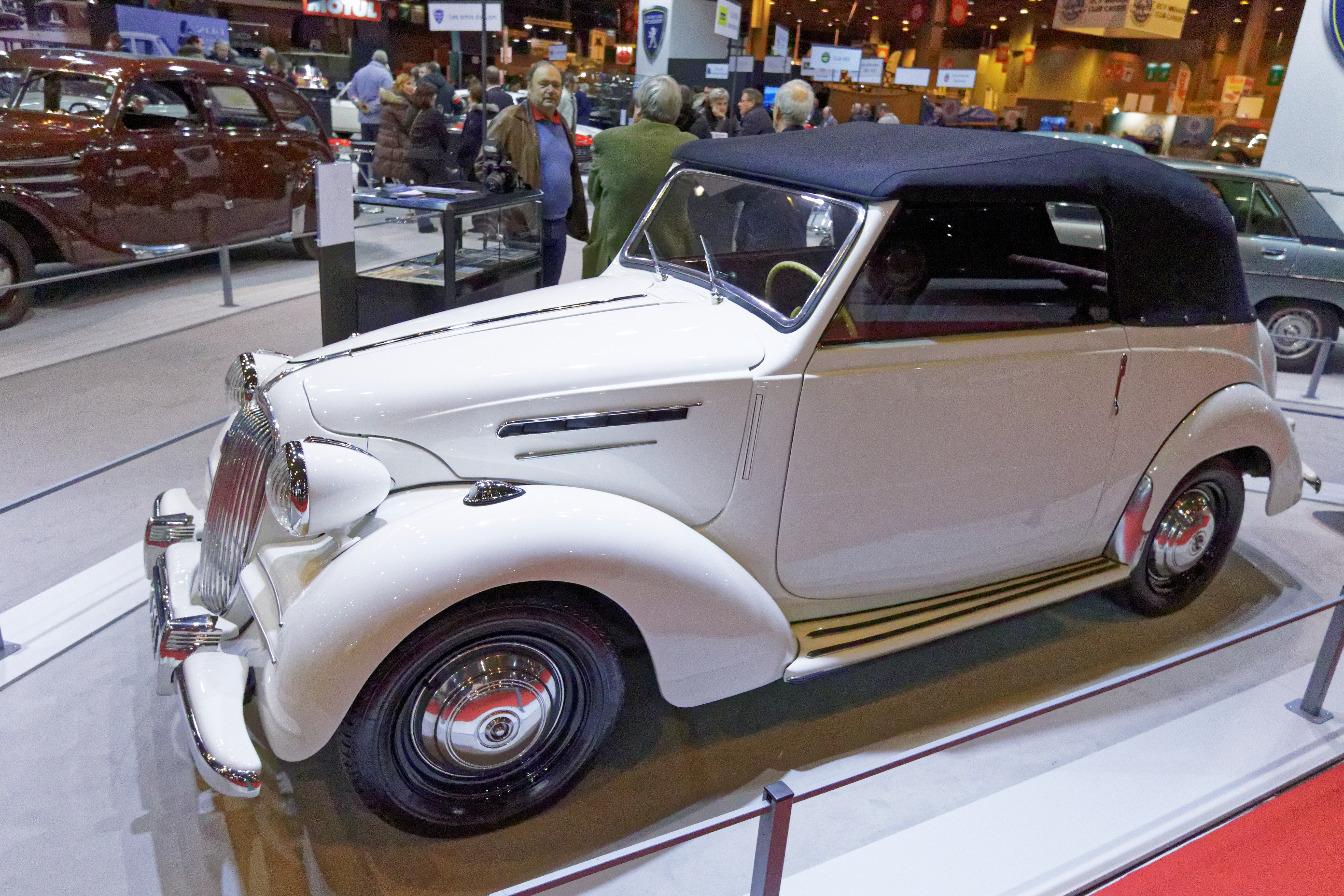
Simca 8 1200 Cabriolet de 1950

En el lanzamiento solo se ofrecieron dos carrocerías, siendo estas una "berlina" de 4 puertas (sedán) y un cabriolet de 2 puertas. Esto contrastó con el Fiat 1100, su equivalente italiano, para el que se dispuso de una gama más amplia de carrocerías desde el principio y también marcó un cambio con respecto a la estrategia seguida por los propios Simca con el modelo predecesor, el Simca-Fiat 6CV, que se había ofrecido con una gama casi tan amplia de variantes de carrocería como su pariente construido en Turín. La carrocería sedán de 4 puertas era inusual porque carecía de pilar central entre las puertas delanteras, con bisagras en la parte delantera, y las puertas traseras (disposición conocida como puertas de suicidio), lo que permitía un acceso particularmente fácil cuando se abrían simultáneamente una puerta delantera y una trasera. En 1937, el Simca 8 Berlina de 4 puertas tenía un precio de 23.900 francos para una versión "Normale" y de 25.900 francos para una "Grande Luxe". El Peugeot 202 hizo su debut solo seis meses después, en la primavera de 1938, y tenía un precio de 21.300 francos para una versión "Normale" y de 22.500 francos para una "Luxe". Ambos modelos rivales eran similares en tamaño y potencia, pero los datos de ventas sugieren que el mercado encontró espacio para ambos, a pesar del precio más alto del Simca.
La gama de posguerra se hizo más amplia, con las versiones cupé, cabriolet y después de 1948 familiar en la gama, pero todas eran sustancialmente más caras que las berlinas: prácticamente todos los coches vendidos seguían siendo Simca 8 Berlina, que a principios de 1947 tenían un precio de 330.000 francos contra 420.000 francos por el cabriolet. El competidor, un poco más largo pero un poco más lento de Peugeot, el 202, tenía un precio de 303.600 francos que incluía un techo solar sin costo adicional.)
En el transcurso de algunos años, el Simca 8 experimentó algunos cambios en la calandra y otras actualizaciones menores.

## Reacción del mercado

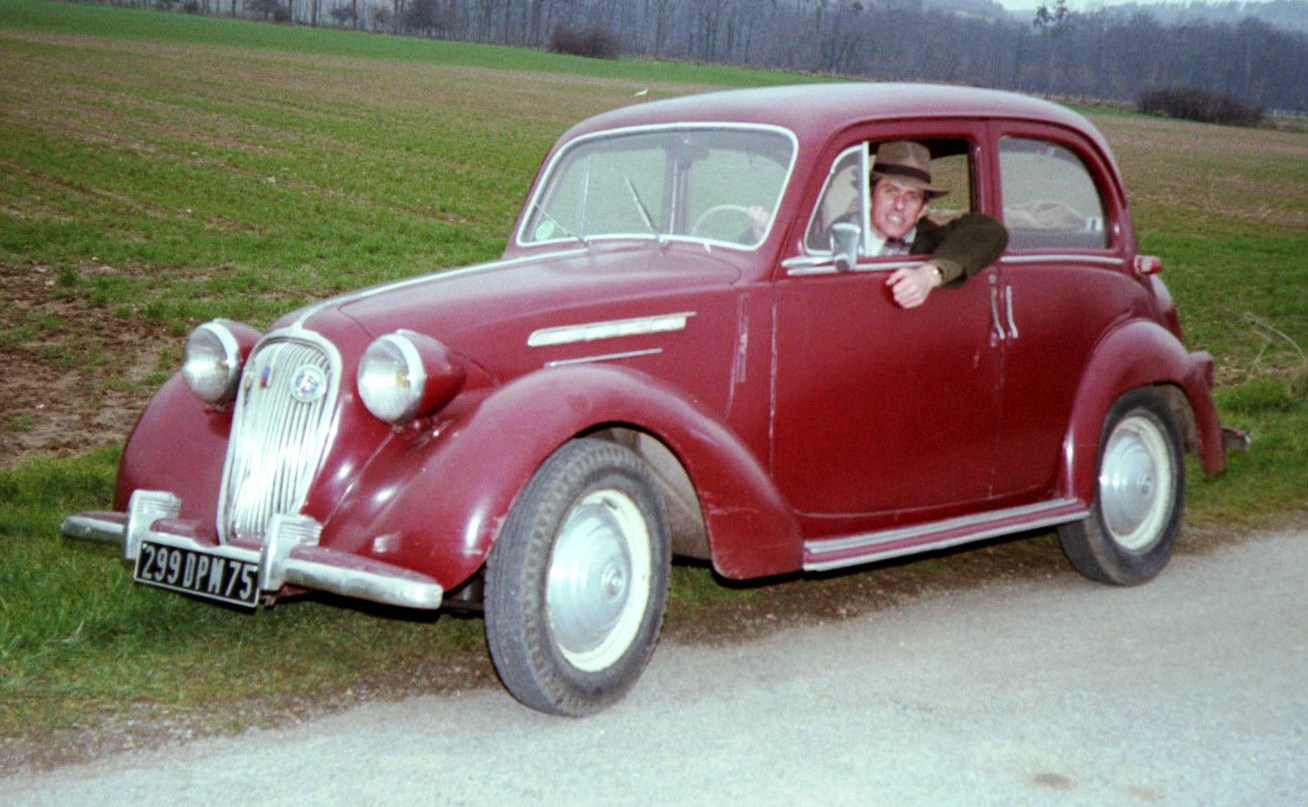
Simca 8 4-puertas sedán

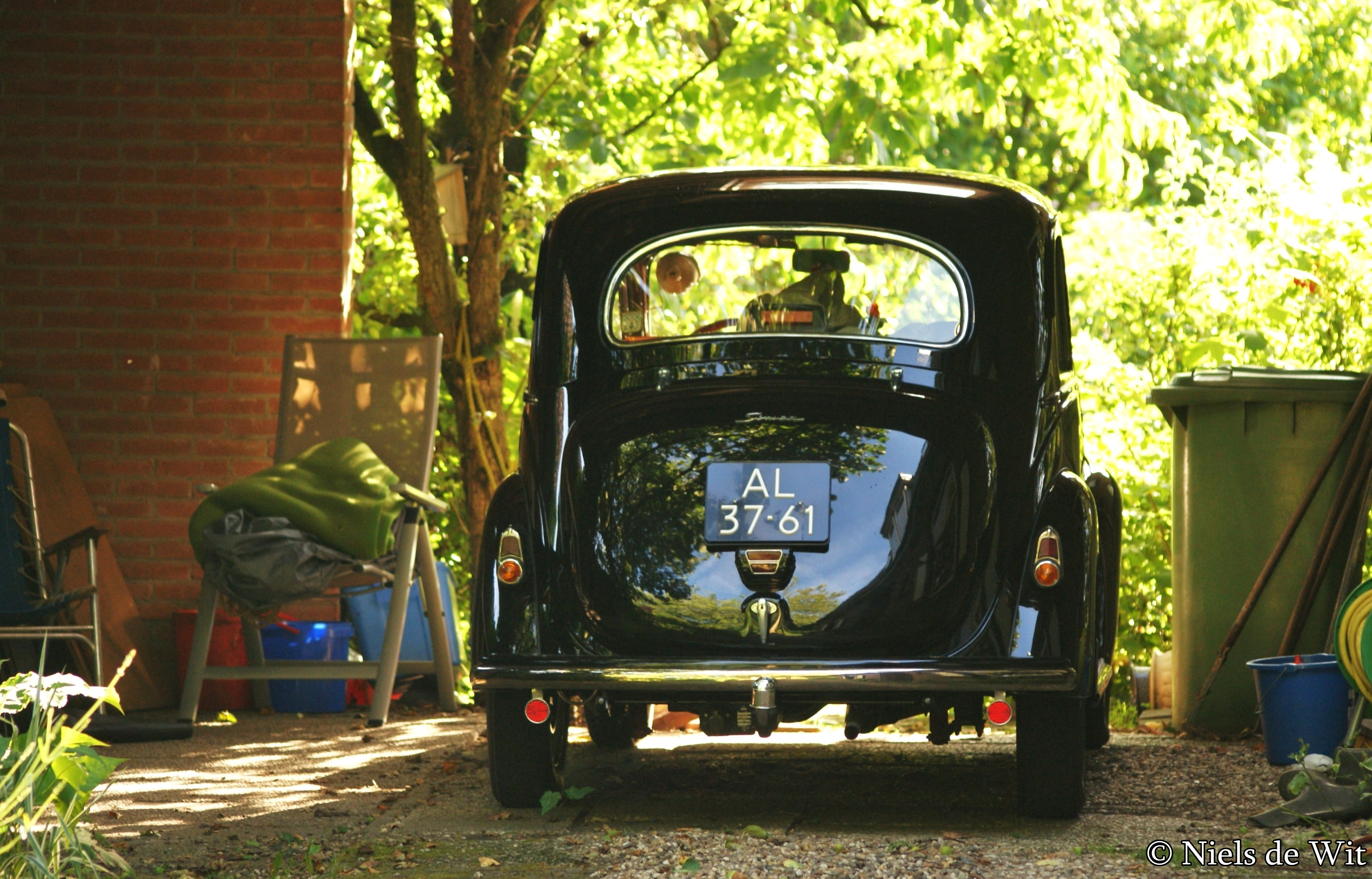
Simca 8 sedán desde atrás

El Simca 8 ganó elogios por su temperamento dinámico y su excelente economía de combustible. Las cuatro relaciones de la nueva caja de cambios se eligieron de modo que, incluso cuando se circulaba a 110 km/h (68 mph), el consumo de combustible seguía siendo razonable y estaba configurado para permitir un buen comportamiento por carreteras rurales y una aceleración razonable incluso en zonas montañosas. El automóvil también vino con una dirección inusualmente precisa y frenos eficientes controlados hidráulicamente que no se sobrecalentaban.
No obstante, los comentaristas notaron que el motor era ruidoso cuando se le hacía trabajar a fondo, los indicadores de dirección (estilo semáforo) eran frágiles y la suspensión delantera ambiciosamente sofisticada también resultó frágil cuando se enfrentó a las bacheadas carreteras rurales de Francia. La caja de cambios podía ser imprecisa cuando se cambiaba de tercera velocidad a segunda, y el automóvil solo era lo suficientemente grande para cuatro personas, con solo una pequeña área de almacenamiento para equipaje, ubicada en una posición de difícil acceso detrás del asiento trasero y sin ningún acceso externo.

## Ventas
Durante la mayor parte de su vida comercial, los principales competidores del Simca 8 fueron el Renault Juvaquatre y el Peugeot 202. Después de la guerra, con la gama Juvaquatre restringida a una versión familiar, y Peugeot desplazando la mitad de un segmento de mercado hacia arriba a finales de 1948 cuando reemplazó el Peugeot 202 por el 203 más grande, las ventas del Simca 8 se mantuvieron en buenos niveles, a pesar de que el modelo estaba claramente acercándose al final de su ciclo de producción. En 1948, el Simca 8 fue el coche más vendido de Simca, con aproximadamente 14.000 unidades vendidas, casi todas de la versión sedán. Dos años después, en su penúltimo año, el automóvil se estaba produciendo a un ritmo aún mayor.
La principal complicación surgió del hecho de que el automóvil era en la mayoría de los aspectos un modelo diseñado por Fiat, lo que comprometía su potencial de exportación, un problema particularmente grave después de la guerra, cuando el gobierno (y el estado de la economía de Francia) exigían un considerable esfuerzo de exportación de los principales fabricantes de automóviles franceses.
El mercado de automóviles francés a principios de la década de 1950 estaba concentrado, con tres modelos (el Renault 4CV, el Peugeot 203 y el Citroën Traction Avant) concentrando dos tercios de las ventas nacionales en 1950. Sin embargo, como el cuarto automóvil más vendido de 1950, el Simca 8 con ventas de 17.705 unidades en ese año logró una respetable cuota de mercado del 10,2%.